# La Romagne, Maine-et-Loire
La Romagne är en kommun i departementet Maine-et-Loire i regionen Pays de la Loire i nordvästra Frankrike. Kommunen ligger i kantonen Montfaucon-Montigné som tillhör arrondissementet Cholet. År 2022 hade La Romagne 2 012 invånare.

## Befolkningsutveckling
Antalet invånare i kommunen La Romagne
| Referens: INSEE |